# Teodosio III de Abjasia
Teodosio III el Ciego (en georgiano: თეოდოს III: ; también conocido como Teodosio el Afligido) fue Rey de Abjasia de circa 975 a 978. Fue el cuarto hijo  de Jorge II de la dinastía Achba. Sucedió a su hermano Demetrio III, que murió sin heredero masculino.

## Vida
El rey Jorge II de Abjasia envió a sus dos hijos menores, Teodosio y Bagrat, a Constantinopla para ser educados allí, de modo que después de su muerte no hubiera ninguna disputa sucesoria. Tras la muerte de su hermano Leon III en 967, un partido rebelde de nobles Mesjetios, Egrisios y Kartlianos animó a Teodosio a afirmar sus derechos contra su hermano, Demetrio III. Victorioso en la guerra civil que siguió, Demetrio capturó y cegó a Teodosio. 
Teodosio se refugió primero en Kartli con un tal Adarnase, y después junto a David III de Tao, donde permaneció cierto tiempo hasta que se mudó a la corte de Kvirke II de Kakheti. Demetrio III consiguió convencer a Teodosio de reconciliarse, y aceptó volver a Abjasia si se le daban garantías de su seguridad personal confirmada por testigos ante el Patriarca Catolicós y el clero. El gobierno central aún era suficientemente poderoso como para soportar el separatismo local, pero no para superar la creciente crisis estructural. La debilidad del gobierno trajo consigo otro acto de crueldad. Demetrio descubrió a su hermano Teodosio nuevamente complotando contra él y le cegó.
No fue hasta la muerte sin descendientes de Demetrio en 975, cuándo Teodosio ascendió al trono. Durante su breve reinado, el reino fue devorado por el caos y la anarquía feudal junto con los ataques de los kajetios sobre Kartli, donde el poder real estaba completamente colapsado, y un gobernador, Ioanne Marushis-dze, se había aliado con el príncipe georgiano Bagratida David III Kuropalates, de Tao, para instalar al sobrino de Teodosio (hijo de su hermana) Bagrat como gobernante de Kartli en 975. En 978, gracias a los esfuerzos de Marushidze, Teodosio fue depuesto y Bagrat, ahora mayor de edad, fue proclamado rey de Abjasia. Desde entonces, Teodosio desapareció de la historia.